# Samuel Honrubia
Samuel Honrubia (Béziers, 6 de julho de 1986) é um handebolista profissional francês, campeão olímpico.